# Oliver Kamdem
Wabo Oliver Kamdem (Marsiglia, 15 ottobre 2002) è un calciatore francese, difensore del Levski Sofia.

## Carriera
È cresciuto nel settore giovanile del Clermont Foot, ed ha debuttato in prima squadra il 18 dicembre 2021 nell'incontro di Coppa di Francia vinto 4-0 contro il Chemin Bas d'Avignon. Il 27 maggio 2022 ha firmato il suo primo contratto professionistico.
Il 14 settembre 2023 è stato acqusitato dal Lokomotiv Plovdiv con cui ha firmato un triennale. Ha segnato il primo gol in carriera l'8 aprile 2024 nella partita di Părva profesionalna futbolna liga vinta 1-0 contro il Černo More Varna. Il 14 febbraio 2025 è passato a titolo definitivo al Levski Sofia.

## Statistiche

### Presenze e reti nei club
Statistiche aggiornate al 15 febbraio 2025.
| Stagione                 | Squadra                  | Campionato               | Campionato | Campionato | Coppe nazionali | Coppe nazionali | Coppe nazionali | Coppe continentali | Coppe continentali | Coppe continentali | Altre coppe | Altre coppe | Altre coppe | Totale | Totale | Totale |
| Stagione                 | Squadra                  | Comp                     | Pres       | Reti       | Comp            | Pres            | Reti            | Comp               | Pres               | Reti               | Comp        | Pres        | Reti        | Pres   | Reti   |        |
| ------------------------ | ------------------------ | ------------------------ | ---------- | ---------- | --------------- | --------------- | --------------- | ------------------ | ------------------ | ------------------ | ----------- | ----------- | ----------- | ------ | ------ | ------ |
| 2020-2021                | Clermont Foot 2          | N3                       | 2          | 0          | -               | -               | -               | -                  | -                  | -                  | -           | -           | -           | 2      | 0      |        |
| 2021-2022                | Clermont Foot 2          | N3                       | 12         | 0          | -               | -               | -               | -                  | -                  | -                  | -           | -           | -           | 12     | 0      |        |
| 2022-2023                | Clermont Foot 2          | N3                       | 14         | 0          | -               | -               | -               | -                  | -                  | -                  | -           | -           | -           | 14     | 0      |        |
| Totale Clermont 2        | Totale Clermont 2        | Totale Clermont 2        | 28         | 0          |                 | -               | -               |                    | -                  | -                  |             | -           | -           | 28     | 0      |        |
| 2021-2022                | Clermont Foot            | L2                       | 0          | 0          | CF              | 2               | 0               | -                  | -                  | -                  | -           | -           | -           | 2      | 0      |        |
| 2023-2024                | Lokomotiv Plovdiv        | 1L                       | 25         | 1          | CB              | 2               | 0               | -                  | -                  | -                  | -           | -           | -           | 27     | 1      |        |
| 2024-feb. 2025           | Lokomotiv Plovdiv        | 1L                       | 16         | 0          | CB              | 1               | 0               | -                  | -                  | -                  | -           | -           | -           | 17     | 0      |        |
| Totale Lokomotiv Plovdiv | Totale Lokomotiv Plovdiv | Totale Lokomotiv Plovdiv | 41         | 1          |                 | 3               | 0               |                    | -                  | -                  |             | -           | -           | 44     | 1      |        |
| feb.-giu. 2025           | Levski Sofia             | 1L                       | 0          | 0          | CB              | 0               | 0               | -                  | -                  | -                  | -           | -           | -           | 0      | 0      |        |
| Totale carriera          | Totale carriera          | Totale carriera          | 69         | 1          |                 | 5               | 0               |                    | -                  | -                  |             | -           | -           | 74     | 1      |        |